# Liste der Kulturdenkmale in Berlin-Schlachtensee

Lage von Schlachtensee in Berlin

In der Liste der Kulturdenkmale von Schlachtensee sind die Kulturdenkmale des Berliner Ortsteils Schlachtensee im Bezirk Steglitz-Zehlendorf aufgeführt.

## Denkmalbereiche (Ensembles)
| Nr.      | Lage                                          | Offizielle Bezeichnung | Beschreibung                                                                        | Bild                                |  |
| -------- | --------------------------------------------- | --- | ----------------------------------------------------------------------------------- | ----------------------------------- |  |
| 09075607 | Am Schlachtensee 2 Limastraße 2 (Lage)        | Ensemble Mexikoplatz, Stadtplatz mit Miets- und Geschäftshäusern und S-Bahnhof Mexikoplatz Baudenkmale siehe: Am Schlachtensee 2 Limastraße 2 Gartendenkmale siehe: Mexikoplatz Für weitere Bestandteile des Gesamtensembles siehe: Zehlendorf |                                                                                     |                                     |  |
| 09075720 | Dubrowplatz 2/6 (Lage)                        | Stadtplatz, Schulhaus und Wohnhäuser Gartendenkmal siehe: Dubrowplatz | Weitere Bestandteile des Ensembles:                                                 | Weitere Bestandteile des Ensembles: |  |
| 09075720 | Dubrowplatz 2/6 (Lage)                        | Stadtplatz, Schulhaus und Wohnhäuser Gartendenkmal siehe: Dubrowplatz | 09075721 – Dubrowplatz 2 / Ilsensteinweg, Wohnhaus, 1912 von John Kruse             |                                     |  |
| 09075720 | Dubrowplatz 2/6 (Lage)                        | Stadtplatz, Schulhaus und Wohnhäuser Gartendenkmal siehe: Dubrowplatz | 09075722 – Dubrowplatz 4, Schulhaus, 1911 von John Kruse                            |                                     |  |
| 09075720 | Dubrowplatz 2/6 (Lage)                        | Stadtplatz, Schulhaus und Wohnhäuser Gartendenkmal siehe: Dubrowplatz | 09075723 – Dubrowplatz 6, Wohnhaus, 1913 von Erich Butz                             |                                     |  |
| 09075797 | Klopstockstraße 39/41 (Lage)                  | Wohnhäuser Baudenkmal siehe: Klopstockstraße 41 | Weitere Bestandteile des Ensembles:                                                 | Weitere Bestandteile des Ensembles: |  |
| 09075797 | Klopstockstraße 39/41 (Lage)                  | Wohnhäuser Baudenkmal siehe: Klopstockstraße 41 | 09075798 – Klopstockstraße 39, Wohnhaus, 1922–1923 von Carl Rössler                 |                                     |  |
| 09075797 | Klopstockstraße 39/41 (Lage)                  | Wohnhäuser Baudenkmal siehe: Klopstockstraße 41 | 09075799 – Klopstockstraße 39a, Wohnhaus, 1930–1931 von Otto Sperber                | Wohnhaus Klopstockstr.39a           |  |
| 09075816 | Lindenthaler Allee 4/14 (Lage)                | Wohnhäuser Baudenkmale siehe: Lindenthaler Allee 6, 14 | Weitere Bestandteile des Ensembles:                                                 | Weitere Bestandteile des Ensembles: |  |
| 09075816 | Lindenthaler Allee 4/14 (Lage)                | Wohnhäuser Baudenkmale siehe: Lindenthaler Allee 6, 14 | 09075819 – Lindenthaler Allee 4, Wohnhaus, 1910–1911 von Carl Steiner               |                                     |  |
| 09075816 | Lindenthaler Allee 4/14 (Lage)                | Wohnhäuser Baudenkmale siehe: Lindenthaler Allee 6, 14 | 09075820 – Lindenthaler Allee 8, Wohnhaus, 1910–1911 von Max Werner                 |                                     |  |
| 09075816 | Lindenthaler Allee 4/14 (Lage)                | Wohnhäuser Baudenkmale siehe: Lindenthaler Allee 6, 14 | 09075821 – Lindenthaler Allee 10, Wohnhaus, 1910–1911 von Gustav Lanzendorf         |                                     |  |
| 09075816 | Lindenthaler Allee 4/14 (Lage)                | Wohnhäuser Baudenkmale siehe: Lindenthaler Allee 6, 14 | 09075822 – Lindenthaler Allee 12, Wohnhaus, 1910–1911 von E. Liedtke                |                                     |  |
| 09075823 | Lindenthaler Allee 5 Veronikasteig 2–4 (Lage) | Wohnhäuser Baudenkmale siehe: Lindenthaler Allee 5 Veronikasteig 4 Gartendenkmal siehe: Veronikasteig 4 | Weiterer Bestandteil des Ensembles:                                                 | Weiterer Bestandteil des Ensembles: |  |
| 09075823 | Lindenthaler Allee 5 Veronikasteig 2–4 (Lage) | Wohnhäuser Baudenkmale siehe: Lindenthaler Allee 5 Veronikasteig 4 Gartendenkmal siehe: Veronikasteig 4 | 09075826 – Veronikasteig 2, Wohnhaus, 1906–1907 von Gustav Jänicke                  |                                     |  |
| 09075982 | Terrassenstraße 16/30 (Lage)                  | Wohnhäuser Baudenkmale siehe: Terrassenstraße 16, 26/28 Gartendenkmale siehe: Terrassenstraße 16, 26/30 | Weitere Bestandteile des Ensembles:                                                 | Weitere Bestandteile des Ensembles: |  |
| 09075982 | Terrassenstraße 16/30 (Lage)                  | Wohnhäuser Baudenkmale siehe: Terrassenstraße 16, 26/28 Gartendenkmale siehe: Terrassenstraße 16, 26/30 | 09075984 – Terrassenstraße 20, Wohnhaus, 1923–1924 von Ernst Schneckenberg          |                                     |  |
| 09075982 | Terrassenstraße 16/30 (Lage)                  | Wohnhäuser Baudenkmale siehe: Terrassenstraße 16, 26/28 Gartendenkmale siehe: Terrassenstraße 16, 26/30 | 09075985 – Terrassenstraße 22, Wohnhaus, 1938–1939 von Friedrich Blume              |                                     |  |
| 09075982 | Terrassenstraße 16/30 (Lage)                  | Wohnhäuser Baudenkmale siehe: Terrassenstraße 16, 26/28 Gartendenkmale siehe: Terrassenstraße 16, 26/30 | 09075986 – Terrassenstraße 24, Wohnhaus, 1901–1902 von J. Roesler                   |                                     |  |
| 09075982 | Terrassenstraße 16/30 (Lage)                  | Wohnhäuser Baudenkmale siehe: Terrassenstraße 16, 26/28 Gartendenkmale siehe: Terrassenstraße 16, 26/30 | Nicht konstituierender Bestandteil des Ensembles: Terrassenstraße 18, 30 (Wohnhaus) |                                     |  |

## Denkmalbereiche (Gesamtanlagen)
| Nr.      | Lage                                                                                             | Offizielle Bezeichnung                                               | Beschreibung | Bild                                                                                                  |
| -------- | ------------------------------------------------------------------------------------------------ | -------------------------------------------------------------------- | --- | --- |
| 09075999 | Altvaterstraße (Lage)                                                                            | S-Bahnhof Schlachtensee mit Bahnsteigüberdachung und Empfangsgebäude | Empfangsgebäude, 1878 | S-Bahnhof Schlachtensee                                                                               |
| 09075999 | Altvaterstraße (Lage)                                                                            | S-Bahnhof Schlachtensee mit Bahnsteigüberdachung und Empfangsgebäude | Stellwerk, 1891 | S-Bahnhof Schlachtensee                                                                               |
| 09075999 | Altvaterstraße (Lage)                                                                            | S-Bahnhof Schlachtensee mit Bahnsteigüberdachung und Empfangsgebäude | Bahnsteig, 1878 | S-Bahnhof Schlachtensee                                                                               |
| 09075216 | Am Schlachtensee 94/122C Marinesteig 1–18, 20–22, 24/26, 32, 34–40, 41–44, 46 (Lage)             | Wohnsiedlung für Marineangehörige                                    | 13 Zweifamilienhäuser, 1939–1941 von Rudolf Kühn | Marinesteig: Zweifamilienhaus · Marinesteig: Zweifamilienhaus · Marinesteig: Zweifamilienhaus         |
| 09075216 | Am Schlachtensee 94/122C Marinesteig 1–18, 20–22, 24/26, 32, 34–40, 41–44, 46 (Lage)             | Wohnsiedlung für Marineangehörige                                    | 16 Mehrfamilienhäuser | Marinesteig: Mehrfamilienhaus · Marinesteig: Mehrfamilienhäuser-Panorama                              |
| 09075216 | Am Schlachtensee 94/122C Marinesteig 1–18, 20–22, 24/26, 32, 34–40, 41–44, 46 (Lage)             | Wohnsiedlung für Marineangehörige                                    | Bungalow | Marinesteig: Bungalow                                                                                 |
| 09075216 | Am Schlachtensee 94/122C Marinesteig 1–18, 20–22, 24/26, 32, 34–40, 41–44, 46 (Lage)             | Wohnsiedlung für Marineangehörige                                    | Garagen | |
| 09075606 | Am Heidehof 1–54 Bergengruenstraße 55–55a Niklasstraße 31–53 Potsdamer Chaussee 18–22a (Lage)    | Siedlung Am Heidehof                                                 | Wohnzeile an der Potsdamer Chaussee, 1923–1924 von Paul Mebes und Paul Emmerich                                                                                              | Wohnzeile Potsdamer Chaussee 18–22a                                                                   |
| 09075606 | Am Heidehof 1–54 Bergengruenstraße 55–55a Niklasstraße 31–53 Potsdamer Chaussee 18–22a (Lage)    | Siedlung Am Heidehof                                                 | Wohnbebauung Am Heidehof | Am Heidehof · Am Heidehof · Am Heidehof                                                               |
| 09075606 | Am Heidehof 1–54 Bergengruenstraße 55–55a Niklasstraße 31–53 Potsdamer Chaussee 18–22a (Lage)    | Siedlung Am Heidehof                                                 | 4 Wohnzeilen | |
| 09075223 | Breisgauer Straße 40–46 Dubrowstraße 45–51 Spanische Allee 43–53 (Lage)                          | Siedlung Schlachtensee II                                            | 1928–1929 von Heinrich Wolff | |
| 09075732 | Eiderstedter Weg 5–9a (Lage)                                                                     | Wohnhäuser                                                           | (5A/5B), 1910–1913 von Sauer und Moritz | |
| 09075732 | Eiderstedter Weg 5–9a (Lage)                                                                     | Wohnhäuser                                                           | (5/5C), 1910–1913 von Sauer und Moritz | |
| 09075732 | Eiderstedter Weg 5–9a (Lage)                                                                     | Wohnhäuser                                                           | (7A/9), 1910–1913 von Sauer und Moritz | |
| 09075732 | Eiderstedter Weg 5–9a (Lage)                                                                     | Wohnhäuser                                                           | (7/9A), 1910–1913 von Sauer und Moritz | |
| 09075234 | Guntersblumer Weg 1–22 und 24–28 Spanische Allee 18–70 Tewsstraße 1–21 Wasgenstraße 15–47 (Lage) | Siedlung Schlachtensee I                                             | 1923–1924 von Paul Mebes und Paul Emmerich | Siedlung Tewsstraße                                                                                   |
| 09075262 | Potsdamer Chaussee 33 Wasgenstraße 59–59K, 61–61M, 75 (Lage)                                     | Studentendorf Schlachtensee                                          | 1959–1964 von Hermann Fehling, Daniel Gogel und Peter Pfankuch (siehe auch Gartendenkmal Grünanlagen)                                                                        | 1959–1964 von Hermann Fehling, Daniel Gogel und Peter Pfankuch (siehe auch Gartendenkmal Grünanlagen) |
| 09075262 | Potsdamer Chaussee 33 Wasgenstraße 59–59K, 61–61M, 75 (Lage)                                     | Studentendorf Schlachtensee                                          | Haus 11, Rathaus | Haus Nr. 11: Rathaus                                                                                  |
| 09075262 | Potsdamer Chaussee 33 Wasgenstraße 59–59K, 61–61M, 75 (Lage)                                     | Studentendorf Schlachtensee                                          | Haus 14, Gemeinschaftshaus | Haus Nr. 14: Gemeinschaftshaus                                                                        |
| 09075262 | Potsdamer Chaussee 33 Wasgenstraße 59–59K, 61–61M, 75 (Lage)                                     | Studentendorf Schlachtensee                                          | Häuser 1, 7 & 16 | Studentenwohnhaus Nr. 1 · Studentenwohnhaus Nr. 7 · Studentenwohnhaus Nr. 16                          |
| 09075262 | Potsdamer Chaussee 33 Wasgenstraße 59–59K, 61–61M, 75 (Lage)                                     | Studentendorf Schlachtensee                                          | Haus 2, 3 & 28 | Studentenwohnhaus Nr. 2 · Studentenwohnhaus Nr. 3 · Studentenwohnhaus Nr. 28                          |
| 09075262 | Potsdamer Chaussee 33 Wasgenstraße 59–59K, 61–61M, 75 (Lage)                                     | Studentendorf Schlachtensee                                          | Häuser 4 & 8, Wohnwürfel | Studentenwohnhaus Nr. 4 · Studentenwohnhaus Nr. 8                                                     |
| 09075262 | Potsdamer Chaussee 33 Wasgenstraße 59–59K, 61–61M, 75 (Lage)                                     | Studentendorf Schlachtensee                                          | Haus 5 & 6 | Studentenwohnhaus Nr. 5 · Studentenwohnhaus Nr. 6                                                     |
| 09075262 | Potsdamer Chaussee 33 Wasgenstraße 59–59K, 61–61M, 75 (Lage)                                     | Studentendorf Schlachtensee                                          | Haus 9 & 10 | Studentenwohnhaus Nr. 9 · Studentenwohnhaus Nr. 10                                                    |
| 09075262 | Potsdamer Chaussee 33 Wasgenstraße 59–59K, 61–61M, 75 (Lage)                                     | Studentendorf Schlachtensee                                          | Haus 12 & 13 | Studentenwohnhaus Nr. 12 · Studentenwohnhaus Nr. 13                                                   |
| 09075262 | Potsdamer Chaussee 33 Wasgenstraße 59–59K, 61–61M, 75 (Lage)                                     | Studentendorf Schlachtensee                                          | Haus 18 & 19 mit Kindergarten | Studentenwohnhaus Nr. 18 mit Kindergarten · Studentenwohnhaus Nr. 19                                  |
| 09075262 | Potsdamer Chaussee 33 Wasgenstraße 59–59K, 61–61M, 75 (Lage)                                     | Studentendorf Schlachtensee                                          | Haus 20 & 21 | Studentenwohnhaus Nr. 20 · Studentenwohnhaus Nr. 21                                                   |
| 09075262 | Potsdamer Chaussee 33 Wasgenstraße 59–59K, 61–61M, 75 (Lage)                                     | Studentendorf Schlachtensee                                          | Haus 22 & 23 | Studentenwohnhaus Nr. 22 · Studentenwohnhaus Nr. 23                                                   |
| 09075262 | Potsdamer Chaussee 33 Wasgenstraße 59–59K, 61–61M, 75 (Lage)                                     | Studentendorf Schlachtensee                                          | Nicht konstituierende Bestandteile der Gesamtanlage: Wasgenstraße 59–59K, 61–61M (Einfamilienhäuser), 75 (zwei fünfgeschossige Wohnheime), Potsdamer Chaussee 33 (Kaufhalle) | |

## Baudenkmale
| Nr.      | Lage                                             | Offizielle Bezeichnung                                         | Beschreibung | Bild                         |
| -------- | ------------------------------------------------ | -------------------------------------------------------------- | --- | ---------------------------- |
| 09075591 | Ahrenshooper Zeile 3 (Lage)                      | Wohnhaus                                                       | 1897 von Fritz Schirmer |                              |
| 09075592 | Ahrenshooper Zeile 57 (Lage)                     | Wohnhaus                                                       | 1900–1901 von Hermann Dorn |                              |
| 09075593 | Ahrenshooper Zeile 59 (Lage)                     | Wohnhaus                                                       | 1901–1902 von Hermann Dorn |                              |
| 09075214 | Altvaterstraße 6 Kaiserstuhlstraße 34 (Lage)     | Mehrfamilienhaus                                               | 1893 von Wilhelm Eichelkraut |                              |
| 09050380 | Altvaterstraße 10 (Lage)                         | Einfriedung                                                    | 1893 |                              |
| 09075215 | Altvaterstraße 11 (Lage)                         | Villa                                                          | Villa 1891–1893 von Franz Böhmert |                              |
| 09075215 | Altvaterstraße 11 (Lage)                         | Villa                                                          | Remise |                              |
| 09075215 | Altvaterstraße 11 (Lage)                         | Villa                                                          | Einfriedung |                              |
| 09075608 | Am Schlachtensee 2 (Lage)                        | Wohn- und Geschäftshaus Bestandteil des Ensembles: Mexikoplatz | 1910 von Otto Kuhlmann |                              |
| 09065332 | Am Schlachtensee 132 Am Schlachtensee 134 (Lage) | Haus Geber mit Garage                                          | Wohnhaus mit Doppelgarage, 1935 von Hans Geber (siehe Gartendenkmal Am Schlachtensee 132)                                                        |                              |
| 09065332 | Am Schlachtensee 132 Am Schlachtensee 134 (Lage) | Haus Geber mit Garage                                          | zweiter Teil der Doppelgarage auf dem Nachbargrundstück Am Schlachtensee 134                                                                     |                              |
| 09075639 | Bergengruenstraße 56 (Lage)                      | Wohnhaus                                                       | 1925–1926 von Karl Grothe |                              |
| 09075724 | Dubrowstraße 6 (Lage)                            | Wohnhaus                                                       | 1907–1908 von Ludwig Otte |                              |
| 09075725 | Dubrowstraße 9 (Lage)                            | Wohnhaus                                                       | 1906–1907 von Arthur Densch |                              |
| 09075726 | Dubrowstraße 14 Rhumeweg (Lage)                  | Wohnhaus                                                       | 1908–1909 von Gustav Erdmann und Ernst Spindler (siehe Gartendenkmal Dubrowstraße 14)                                                            |                              |
| 09097854 | Eiderstedter Weg 2 (Lage)                        | Landhaus Gumpel                                                | Blockhaus, 1909 von Emilie Winkelmann |                              |
| 09097854 | Eiderstedter Weg 2 (Lage)                        | Landhaus Gumpel                                                | Einfriedung |                              |
| 09097854 | Eiderstedter Weg 2 (Lage)                        | Landhaus Gumpel                                                | Geräteschuppen |                              |
| 09075733 | Eiderstedter Weg 27 (Lage)                       | Wohnhaus                                                       | 1894–1895 von Otto Heindorf |                              |
| 09075734 | Elvirasteig 24 Terrassenstraße 5 (Lage)          | Holzhaus                                                       | 1923–1924 von der Deutsche Werkstätten AG (Hellerau bei Dresden)                                                                                 |                              |
| 09075735 | Elvirasteig 28 (Lage)                            | Holzhaus                                                       | 1897 |                              |
| 09075237 | Kaiserstuhlstraße 25 (Lage)                      | Wohnhaus (seit 1983 KiTa)                                      | 1911–1913 von Alfred Breslauer und Paul Salinger                                                                                                 |                              |
| 09085056 | Kaunstraße 6 (Lage)                              | Haus Blacher, Wohnhaus                                         | 1957–1958 von Paul Baumgarten |                              |
| 09075784 | Kaunstraße 25 (Lage)                             | Wohnhaus                                                       | 1913 von Otto Paulini |                              |
| 09075785 | Kaunstraße 33 (Lage)                             | Wohnhaus                                                       | 1913–1914 von Paul Mebes und Paul Emmerich |                              |
| 09075795 | Klopstockstraße 28 (Lage)                        | Wohnhaus                                                       | 1923–1924 von John Kruse |                              |
| 09075796 | Klopstockstraße 37 (Lage)                        | Wohnhaus                                                       | 1959 von Georg Heinrichs |                              |
| 09075800 | Klopstockstraße 41 (Lage)                        | Holzhaus                                                       | 1922 von der Christoph & Unmack AG (Niesky) Bestandteil des Ensembles: Klopstockstraße                                                           |                              |
| 09075247 | Krottnaurerstraße 6A (Lage)                      | Chauffeurhaus mit Garage                                       | 1925 von Heinz Becherer |                              |
| 09075248 | Krottnaurerstraße 8 (Lage)                       | Wohnhaus                                                       | 1899–1900 vom Baubüro der Heimstätten-AG |                              |
| 09075250 | Kurstraße 1A Potsdamer Chaussee 31A-B (Lage)     | Sanatorium „Fichtenhof“                                        | 1899–1901 von Carl Gause |                              |
| 09075615 | Limastraße 2 (Lage)                              | Wohn- und Geschäftshaus Bestandteil des Ensembles: Mexikoplatz | 1907–1908 von Otto Kuhlmann |                              |
| 09075810 | Limastraße 12 (Lage)                             | Wohnhaus                                                       | 1905–1906 von Max Werner |                              |
| 09075811 | Limastraße 14 (Lage)                             | Wohnhaus                                                       | 1928 von Schaale & Weisse |                              |
| 09075812 | Limastraße 16 (Lage)                             | Wohnhaus                                                       | 1905 von Max Werner |                              |
| 09075813 | Limastraße 18 (Lage)                             | Wohnhaus                                                       | 1905–1906 von Otto Kuhlmann |                              |
| 09075815 | Limastraße 30a Klopstockstraße (Lage)            | Haus Mandler                                                   | 1925–1926 von Hermann Muthesius (siehe Gartendenkmal Limastraße 30a)                                                                             |                              |
| 09075824 | Lindenthaler Allee 5 (Lage)                      | Wohnhaus                                                       | 1905–1906 von Otto Knopf Bestandteil des Ensembles: Lindenthaler Allee 5                                                                         |                              |
| 09075817 | Lindenthaler Allee 6 (Lage)                      | Wohnhaus                                                       | 1909–1910 von Theodor Bastian und Fritz Kabelitz Bestandteil des Ensembles: Lindenthaler Allee 4–14                                              |                              |
| 09075818 | Lindenthaler Allee 14 (Lage)                     | Wohnhaus                                                       | 1909–1910 von Theodor Bastian und Fritz Kabelitz Bestandteil des Ensembles: Lindenthaler Allee 4–14                                              |                              |
| 09075827 | Lindenthaler Allee 30 (Lage)                     | Landhaus Mosler                                                | 1908–1909 von Theodor Bastian und Fritz Kabelitz                                                                                                 |                              |
| 09075837 | Matterhornstraße 1 Dubrowstraße (Lage)           | Wohnhaus                                                       | 1922–1923 von Franz Behrmann (siehe Gartendenkmal Matterhornstraße 1)                                                                            |                              |
| 09075838 | Matterhornstraße 5 (Lage)                        | Wohnhaus                                                       | 1905–1906 von Otto Kuhlmann |                              |
| 09075839 | Matterhornstraße 37–39 (Lage)                    | Ev. Johanneskirche und Gemeindehaus                            | Kirche 1910–1912 von Georg Büttner, 1957 durch Günter Behrmann umgebaut                                                                          | Johanneskirche Schlachtensee |
| 09075839 | Matterhornstraße 37–39 (Lage)                    | Ev. Johanneskirche und Gemeindehaus                            | Gemeindehaus 1910–1912 von Georg Büttner |                              |
| 09075840 | Matterhornstraße 38 (Lage)                       | Wohnhaus                                                       | 1921–1922 von Paul Zimmerreimer |                              |
| 09075841 | Matterhornstraße 40 (Lage)                       | Wohnhaus                                                       | 1921–1922 von Paul Zimmerreimer |                              |
| 09075842 | Matterhornstraße 42 (Lage)                       | Wohnhaus                                                       | 1921–1922 von Paul Zimmerreimer |                              |
| 09075258 | Matterhornstraße 67 (Lage)                       | Wohnhaus                                                       | 1898–1899 von Karl Grothe |                              |
| 09075259 | Matterhornstraße 88 (Lage)                       | Wohnhaus                                                       | 1899–1900 vom Baubüro der Heimstätten-AG |                              |
| 09075260 | Matterhornstraße 104 (Lage)                      | Villa, „Haus Leo“                                              | 1900–1901 von Johannes Roesler |                              |
| 09055076 | Nickisch-Rosenegk-Straße 11/11A (Lage)           | Doppelwohnhaus                                                 | 1932 von Josef Vassillière |                              |
| 09085069 | Niklasstraße 50 (Lage)                           | Wohnhaus für Romano Guardini                                   | 1935 von Rudolf Schwarz |                              |
| 09075270 | Reifträgerweg 6 (Lage)                           | Wohnhaus Müldner                                               | 1922 von Paul Zimmerreimer |                              |
| 09075271 | Reifträgerweg 7 (Lage)                           | Wohnhaus                                                       | 1893 von Franz Böhmert |                              |
| 09075272 | Reifträgerweg 32 (Lage)                          | Wohnhaus                                                       | 1913–1914 von Hans Kretzschmar |                              |
| 09075880 | Rhumeweg 6 (Lage)                                | Wohnhaus, „Haus Henneberg“                                     | 1907–1908 von Hans Kretzschmar |                              |
| 09075881 | Rhumeweg 9 (Lage)                                | Wohnhaus                                                       | 1927–1928 von Carl Mauve |                              |
| 09075901 | Salzachstraße 6 (Lage)                           | Wohnhaus                                                       | 1929 von Franz Behrmann |                              |
| 09075901 | Salzachstraße 6 (Lage)                           | Wohnhaus                                                       | Einfriedung |                              |
| 09075902 | Salzachstraße 8 (Lage)                           | Wohnhaus                                                       | 1929 von Franz Behrmann |                              |
| 09075902 | Salzachstraße 8 (Lage)                           | Wohnhaus                                                       | Einfriedung |                              |
| 09075903 | Salzachstraße 41 (Lage)                          | Wohnhaus                                                       | 1898 von E. Krietsch |                              |
| 09075904 | Salzachstraße 45 (Lage)                          | Wohnhaus                                                       | 1896–1897 von K. Grothe |                              |
| 09065328 | Schlickweg 4 (Lage)                              | Atelierhaus Kleihues                                           | 1971–1974 von Josef Paul Kleihues |                              |
| 09075911 | Schlickweg 6 Klopstockstraße (Lage)              | Wohnhaus für Alfred Mohrbutter                                 | Wohnhaus 1912–1913 von Hermann Muthesius |                              |
| 09075911 | Schlickweg 6 Klopstockstraße (Lage)              | Wohnhaus für Alfred Mohrbutter                                 | Ateliergebäude 1912–1913 von Hermann Muthesius                                                                                                   |                              |
| 09075912 | Schlickweg 12 (Lage)                             | Wohnhaus für den Kunsthändler Charles de Burlet                | 1911 von Hermann Muthesius (siehe Gartendenkmal Schlickweg 12)                                                                                   |                              |
| 09075913 | Schlickweg 13 (Lage)                             | Wohnhaus                                                       | 1903–1904 von Richard Schultze |                              |
| 09040622 | Spanische Allee 87 (Lage)                        | Wohnhaus                                                       | 1933 von Paul Mebes und Paul Emmerich |                              |
| 09075983 | Terrassenstraße 16 (Lage)                        | Wohnhaus für Robert René Kuczynski                             | 1913–1914 von Hermann Muthesius (siehe Ensemble Terrassenstraße 16–30 und Gartendenkmal Terrassenstraße 16)                                      |                              |
| 09075983 | Terrassenstraße 16 (Lage)                        | Wohnhaus für Robert René Kuczynski                             | Gartenhaus 1919–1920 von Hermann Muthesius |                              |
| 09075987 | Terrassenstraße 26/28 (Lage)                     | Landhaus Schmidt                                               | 1901 (siehe Ensemble Terrassenstraße 16–30 und Gartendenkmal Terrassenstraße 26/30)                                                              |                              |
| 09075990 | Urselweg 8 (Lage)                                | Wohnhaus                                                       | 1931–1932 von Hans Freiherr von Schleinitz |                              |
| 09075825 | Veronikasteig 4 (Lage)                           | Wohnhaus                                                       | 1906–1908 von Max Werner (siehe Ensemble Lindenthaler Allee 5 und Gartendenkmal Veronikasteig 4) Bestandteil des Ensembles: Lindenthaler Allee 5 |                              |
| 09075288 | Waldsängerpfad 3 (Lage)                          | Wohnhaus für Kurt Lewin                                        | 1929–1930 von Peter Behrens |                              |
| 09075290 | Wasgenstraße 7 (Lage)                            | Wohnhaus                                                       | 1928–1929 vom Baubüro der Märkisches Elektrizitätswerk AG (Harms)                                                                                |                              |
| 09075994 | Wolzogenstraße 17 Niklasstraße (Lage)            | Wohnhaus für Fritz Otte                                        | 1921–1922 von Walter Gropius |                              |

## Gartendenkmale
| Nr.      | Lage                                     | Offizielle Bezeichnung                                                                                   | Beschreibung | Bild                                    |
| -------- | ---------------------------------------- | --- | --- | --------------------------------------- |
| 09045919 | Am Schlachtensee, Paul-Ernst-Park (Lage) | Seeplatz, (Teil des Paul-Ernst Parks)                                                                    | Grünanlage, 1907 von Emil Schubert und Max Dietrich                                                                            |                                         |
| 09045920 | Am Schlachtensee 132 (Lage)              | Gartenanlage                                                                                             | 1935 von Gustav Allinger (siehe Baudenkmal Am Schlachtensee 132)                                                               |                                         |
| 09045932 | Dubrowplatz (Lage)                       | Stadtplatz                                                                                               | 1911–1912 von Emil Schubert Bestandteil des Ensembles: Stadtplatz                                                              |                                         |
| 09045933 | Dubrowstraße 14 Rhumeweg (Lage)          | Landhausgarten                                                                                           | 1908–1909 (siehe Baudenkmal Dubrowstraße 14)                                                                                   |                                         |
| 09045964 | Klopstockstraße 36/42 Rötheweg (Lage)    | Vorgarten                                                                                                | 1913–1914 |                                         |
| 09045967 | Kurstraße 11 (Lage)                      | Gartenanlage                                                                                             | 1898 |                                         |
| 09045970 | Limastraße 30a Klopstockstraße (Lage)    | Landhausgarten                                                                                           | 1925–1926 von Hermann Muthesius, wiederhergestellt 1981–1983 (siehe Baudenkmal Limastraße 30a)                                 |                                         |
| 09045974 | Matterhornstraße 63 (Lage)               | Vorgarteneinfriedung, Gartenweg und Pavillon ab 1906                                                     | Vorgarteneinfriedung |                                         |
| 09045974 | Matterhornstraße 63 (Lage)               | Vorgarteneinfriedung, Gartenweg und Pavillon ab 1906                                                     | Gartenweg |                                         |
| 09045974 | Matterhornstraße 63 (Lage)               | Vorgarteneinfriedung, Gartenweg und Pavillon ab 1906                                                     | Pavillon |                                         |
| 09045975 | Matterhornstraße 82 (Lage)               | Gartenanlage                                                                                             | 1914 |                                         |
| 09045973 | Matterhornstraße 1 Dubrowstraße (Lage)   | Landhausgarten                                                                                           | 1923–1925 (siehe Baudenkmal Matterhornstraße 1)                                                                                |                                         |
| 09045976 | Mexikoplatz (Lage)                       | Stadtplatz Bestandteil des Ensembles: Mexikoplatz Für weiteren Teil des Gartendenkmals siehe: Zehlendorf | Platz südlich der S-Bahn, 1905–1907 von Emil Schubert, wiederhergestellt 1985–1987                                             | Mexikoplatz                             |
| 09045996 | Rhumeweg 26 (Lage)                       | Villengarten                                                                                             | um 1912 |                                         |
| 09046000 | Schlickweg 12 (Lage)                     | Landhausgarten                                                                                           | 1911 von Hermann Muthesius, restauriert 1982–1983 (siehe Baudenkmal Schlickweg 12)                                             |                                         |
| 09097752 | Terrassenstraße 16 (Lage)                | Landhausgarten                                                                                           | 1913–1914, 1919–1920 von Hermann Muthesius (siehe Ensemble Terrassenstraße 16–30 und Baudenkmal Terrassenstraße 16)            |                                         |
| 09046002 | Terrassenstraße 26/30 (Lage)             | Villengarten                                                                                             | 1912 von Hans Herrmann, vor 1921 von Ludwig Lesser (siehe Ensemble Terrassenstraße 16/30 und Baudenkmal Terrassenstraße 26/28) |                                         |
| 09046002 | Terrassenstraße 26/30 (Lage)             | Villengarten                                                                                             | Pavillon |                                         |
| 09046003 | Veronikasteig 4 (Lage)                   | Vorgarten                                                                                                | 1906–1908 (siehe Ensemble Lindenthaler Allee 5 und Baudenkmal Veronikasteig 4) Bestandteil des Ensembles: Lindenthaler Allee 5 |                                         |
| 09045991 | Wasgenstraße 75 (Lage)                   | Grünanlagen des Studentendorfes Schlachtensee                                                            | 1959–1964 von Hermann Mattern (siehe auch Gesamtanlage Studentendorf Schlachtensee)                                            | Grünanlagen Studentendorf Schlachtensee |